# سولوساراي
سولوياراي هي مدينة في مقاطعة توكات في منطقة البحر الأسود في تركيا. تبلغ مساحة سولوسراي حوالي 68 كم من وسط توكات و 30 كم من مدينة أرتوفا. يقع الموقع على سهل تحيط به الجبال ونهر شيكريك يجري بالقرب منه. العمدة هو شاهين هاسغول (حزب الحركة القومية).